# 松浦発電所前駅
松浦発電所前駅（まつうらはつでんしょまええき）は、長崎県松浦市志佐町白浜免にある松浦鉄道西九州線の駅である。駅名の通り、駅北側に松浦発電所がある。

## 歴史
- 1989年（平成元年）3月11日：松浦鉄道西九州線の駅として新設[1]。

## 駅構造
単式ホーム1面1線を有する地上駅。
無人駅。駅舎は無いが、待合室が設置されている。

## 利用状況
近年の1日平均乗車人員の推移は以下の通り。
| 乗車人員推移 | 乗車人員推移 |
| 年度         | 1日平均人数  |
| ------------ | ------------ |
| 1998         | 16           |
| 1999         | 15           |
| 2000         | 25           |
| 2001         | 20           |
| 2002         | 17           |
| 2003         | 11           |
| 2004         | 30           |
| 2005         | 19           |
| 2006         | 7            |
| 2007         | 17           |
| 2008         | 9            |
| 2009         | 10           |
| 2010         | 13           |

## 駅周辺
駅北側に九州電力株式会社松浦発電所、北東側に電源開発株式会社松浦火力発電所がある。

## 隣の駅
松浦鉄道
■西九州線
松浦駅 - 松浦発電所前駅 - 御厨駅